# Trichophiloscia murisierii
Trichophiloscia murisierii är en kräftdjursart som först beskrevs av Arcangeli 1925A.  Trichophiloscia murisierii ingår i släktet Trichophiloscia och familjen Philosciidae. Inga underarter finns listade i Catalogue of Life.